# Hakahau
Hakahau es una comuna asociada de la comuna francesa de Ua-Pou que está situada en la subdivisión de Islas Marquesas, de la colectividad de ultramar de Polinesia Francesa.

## Composición
La comuna asociada de Hakahau comprende una fracción de la isla de Ua Pou y los once motus más próximos a dicha fracción:
| Comuna asociada de Hakahau    |                  |                  |                    |
| Fracción de la isla de Ua Pou | Población (2012) | Superficie (km²) | Densidad (hab/km²) |
| Hakahau                       | 1608             | -                | -                  |
| Islotes                       | Población (2012) | Superficie (km²) | Densidad (hab/km²) |
| Akua                          | -                | -                | -                  |
| Kau                           | -                | -                | -                  |
| Kivi                          | -                | -                | -                  |
| Kuee                          | -                | -                | -                  |
| Mahaka                        | -                | -                | -                  |
| Mokohe                        | -                | -                | -                  |
| Oa                            | -                | -                | -                  |
| Papai                         | -                | -                | -                  |
| Papati                        | -                | -                | -                  |
| Tamuko                        | -                | -                | -                  |
| Tehuaki                       | -                | -                | -                  |

## Demografía
| Gráfica de evolución demográfica de Hakahau entre 1977 y 2012 |
|                                                               |

Fuente: Insee